# Paul Collins (organist)
Paul Collins, pseudoniem van Paul Van de Weghe (Rumbeke, 6 september 1923 - Sheboygan, Verenigde Staten, 24 juni 1968) was een Belgisch componist en organist.

## Levensloop
Collins studeerde aan de Stedelijke Muziekacademie in Roeselare (piano) en aan het Conservatorium van Brugge (orgel). Hij ging verder studeren bij Flor Peeters en kreeg erin 1957 een eerste prijs orgel.
In 1957 volgde hij Hilmer Verdin op als dirigent van het Brugse Veremanskoor. Na zijn huwelijk met Hilde Seys vestigde hij zich in Knokke, waar hij orgelist werd in de Dominicanenkerk.
In 1958 bezorgde Flor Peeters hem een baan in Sheboygan, waar hij orgelist en kapelmeester werd van de St.-Clement's Church. Hij werd ook leraar aan het Music Department van het Alverno College in Milwaukee. Hij overleed vroegtijdig.

## Composities
- Mis 'Super Te Deum Laudamus, 1957
- Toccata on an old Lithanian song, 1961
- Mass to honor St. Clement in the vernacular, 1965